# IC 1390
IC 1390 је спирална галаксија у сазвјежђу Водолија која се налази на листи објеката дубоког неба у Индекс каталогу.
Деклинација објекта је - 1° 51' 43" а ректасцензија 21h 32m 24,9s. Привидна величина (магнитуда) објекта IC 1390 износи 14,5 а фотографска магнитуда 15,5. IC 1390 је још познат и под ознакама MCG 0-55-4, CGCG 376-5, PGC 66922.